# Pazmije zelená
Pazmije zelená (Causus resimus) je druh jedovatého hada, který žije v oblastech tropické Afriky na území Angoly, Burundi, Demokratické republiky Kongo, Etiopie, Keni, Nigérie, Rwandy, Súdánu, Somálska, Tanzanie a Ugandy. Nejsou známy žádné poddruhy tohoto druhu. Průměrně dorůstá délky 30–60 cm, nejdelší známý jedinec měřil 75 cm.